# リバイアサン (1989年の映画)
『リバイアサン』（Leviathan）は、1989年に公開されたピーター・ウェラー主演のSF映画。

## あらすじ
近未来、フロリダ沖4800メートルの海底に建設された資源採掘基地。滞在期限の2日前、作業員2人がソ連の沈没船「リヴァイアサン」を発見する。中を調べた2人は1台の金庫を回収する。その中に入っていた年代物のウォッカを密かに隠し持ち、飲んだことで作業員たちの体に異変が起こり始める。
翌日ウォッカを飲んだ作業員の1人が苦痛を訴え、8時間後に死亡。遺体は人間とは思えぬ姿に変形していた。同じころウォッカを飲んだもう1人にも異変が起き始める。先に死亡した作業員の遺体を発見した彼女は、パニックを起こして自殺する。
残された作業員たちは2人の遺体を海底投棄しようとするが、その作業中1人が遺体に襲われ負傷する。
ウォッカと沈没船の記録映像を解析した作業員たちは、船内で何らかの生体実験が行われ、暴走した実験体を処理するために沈没させられたことを知る。その後、傷を負った作業員の変異と残っていた遺体の一部の成長により、基地は地獄絵図と化す。

## その他
エイリアンの深海版。同じ頃ザ・デプスが公開され「深海ホラー戦争」が話題になった。

## スタッフ
- 監督：ジョージ・P・コスマトス
- 製作：ルイジ・デ・ラウレンティス（英語版）、オーレリオ・デ・ラウレンティス（英語版）
- 原案：デヴィッド・ピープルズ
- 脚本：デヴィッド・ピープルズ、ジェブ・スチュアート
- 音楽：ジェリー・ゴールドスミス
- 撮影：アレックス・トムソン
- 特撮：スタン・ウィンストン
- 編集：ロベルト・シルビ、ジョン・F・バーネット

## キャスト
| 役名                               | 俳優                 | 日本語吹替 | 日本語吹替                     |
| 役名                               | 俳優                 | VHS版      | テレビ朝日版                   |
| ---------------------------------- | -------------------- | ---------- | ------------------------------ |
| スティーブン・ベック               | ピーター・ウェラー   | 仲木隆司   | 磯部勉                         |
| グレン・トンプソン医師             | リチャード・クレンナ | 有本欽隆   | 小林昭二                       |
| エリザベス・ウィリアムス           | アマンダ・ペイズ     | 高木早苗   | 佐々木優子                     |
| バズ・パリッシュ（シックスパック） | ダニエル・スターン   | 飛田展男   | 安原義人                       |
| ジャスティン・ジョーンズ           | アーニー・ハドソン   | 沢木郁也   | 菅生隆之                       |
| トニー・ロデロ（デジーザス）       | マイケル・カーマイン | 龍田直樹   | 牛山茂                         |
| ブリジット・ボーマン               | リサ・アイルバッハー | 堀越真己   | さとうあい                     |
| G. P. コッブ                       | ヘクター・エリゾンド | 西村知道   | 麦人                           |
| マーティン                         | メグ・フォスター     | 高島雅羅   | 高畑淳子                       |
| ヘリパイロット                     | ラリー・ドルギン     |            | 秋元羊介                       |
| コンピューターの声                 |                      |            | 二又一成                       |
| 日本語版制作スタッフ               |                      |            |                                |
| 演出                               | 演出                 | 春日正伸   | 蕨南勝之                       |
| 翻訳                               | 翻訳                 | 進藤光太   | 入江敦子                       |
| 調整                               | 調整                 |            | 金谷和美                       |
| 効果                               | 効果                 |            | 南部満治                       |
| 制作                               | 制作                 | S.E.R.     | ニュージャパンフィルム         |
| 初回放送                           | 初回放送             | N/A        | 1991年4月21日 『日曜洋画劇場』 |